# مصحفا رش
مصحف رش (مسحه‌فا ڕه‌ش Masḥafā Reš) یکی از دو کتاب مقدس ایزدیان است. کتاب دیگر نیز جلوه است. هردوی این کتاب‌ها به زبان کرمانجی که یکی از گویش‌های زبان کردی است نگاشته شده‌اند.
«مصحفا رش» بر پایهٔ سنّت یزیدی منسوب به حسن بن عدی است که نتیجهٔ (فرزند نوه ی) برادر شیخ عدی بن مسافر، بزرگ‌ترین شخصیت آئین یزیدی، بوده‌است.
مصحفا رش برخلاف کتاب جلوه دارای فصل‌بندی نیست و حجیم‌تر از آن است. نیمهٔ اول کتاب سیاه به اسطوره‌های آفرینش می‌پردازد که با خلق یک مروارید سفید و ملک طاووس آغاز می‌شود و در ادامه به خلق آدم و حوا و شرح رانده شدن بشر از بهشت (که در اینجا به دلیل ممنوعیت خوردن گندم اتفاق می‌افتد) می‌پردازد. پس از آن به اسامی پادشاهان باستانی مرتبط با جامعهٔ یزیدیان پرداخته می‌شود و شرح کاملی از خوراکی‌های نکوهیده در آن آئین ذکر می‌شود. ممنوعیت‌های اشاره شده در رابطه با بهداشت شخصی و تابوهای کلامی نزد یزیدیان هستند.